# Тибетці
Тибе́тці (самоназва пьоба) — сино-тибетський народ у Центральній Азії, корінне населення географічної та історичної області Тибет; одна з 56 офіційно визнаних національних меншин Китаю.

## Територія проживання і чисельність

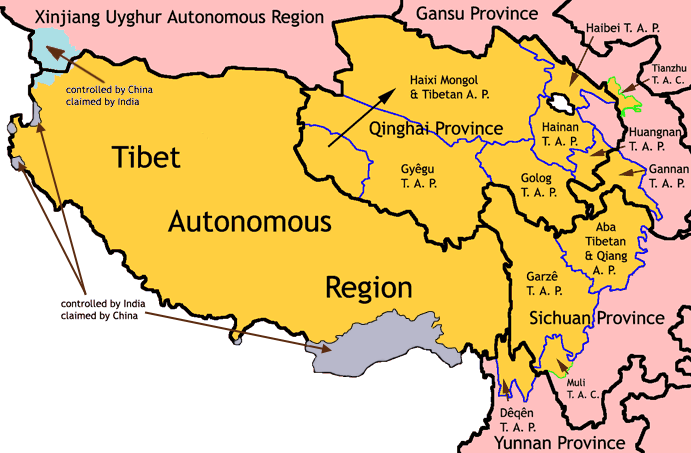
Території з тибетським автономним статусом у Китаї — основні місця розселення тибетців у Китаї

Етнічна територія тибетців, на даний час, не має статусу незалежності. Територіально вона майже повністю належить до Китаю, де охоплює повністю Тибетський автономний район, частково провінції Сичуань, Ганьсу, Цінхай — на всіх указаних територіях тибетці проживають компактно і до останнього часу становлять переважну більшість населення.
Також тибетці живуть у сусідніх китайських провінціях Юньнань. В цілому про чисельність тибетців у Китаї судити складно, але навіть згідно з офіційною статистикою вона є ніяк не меншою за 6—6,5 млн осіб, так за даними перепису 1959 року чисельність тибетців у Китаї становила 6.330.567 осіб.
Поза Китаєм тибетці проживають також на крайній півночі Індії (штат Сіккім, бл. 100 тис. чол., оцінка), у Непалі (бл. 50 тис. осіб), дисперсно в Бутані (понад 5 тис. осіб). Етнічні тибетці, емігранти та вигнанці (часто їхні нащадки), проживають на Заході, зокрема, в США та Великій Британії.
Таким чином, загальне число тибетців у світі може сягати 6,5—8 млн осіб (оцінка).

## Субетноси, мова і релігія

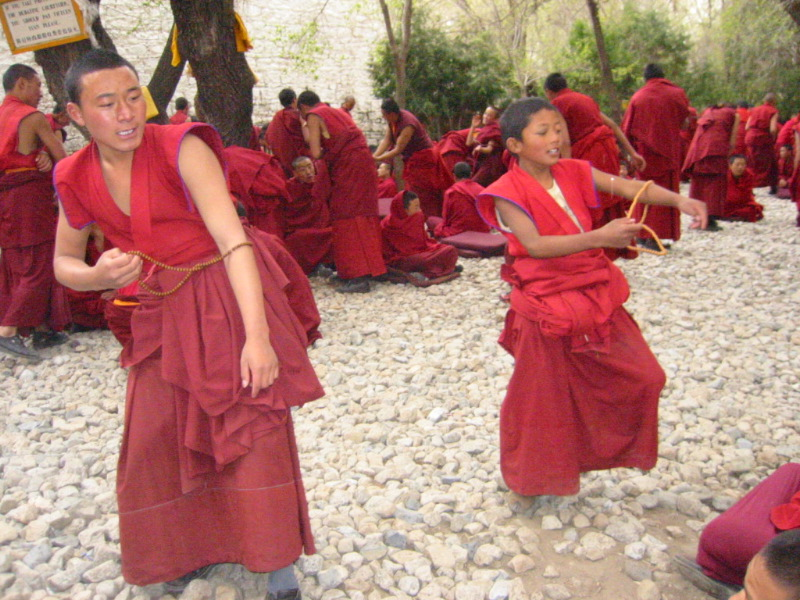
Юні тибетські монахи, 2004

У складі тибетців виділяють етнолокальні групи амдова (пров. Цінхай), кхампа і сіфань (пров. Сичуань і сусідні райони Тибетського а.р.) тощо.
Тибетці розмовляють численними діалектами тибетської мови, що належить до центральної групи сино-тибетської мовної родини.
Тибетська мова має давню писемність (принаймні з VII ст.) з використанням особливої тибетської абетки — на основі санскриту і являє собою поперечно записуване звуко-буквенне письмо.
За віросповіданням більшість тибетців є ревними буддистами-ламаїстами.

## Етнічна історія
Предки тибетців здавна населяли середню течію басейну річки Цангпо (Брахмапутра). Саме тут археологи виявили залишки давніх цивілізацій часів палеоліту, неоліту і Залізної доби.
В VI ст. ватажок племені, що населяло район Шаньнань став цанпо, тобто очільником об'єднаних тибетських племен. В VII столітті тибетський (тодішня назва — туфанський) правитель Сронцан Гампо встановив панування над усім Тибетом. Вже тоді тибетці мали значні зв'язки з сусідніми китайцями — зокрема, було укладено династичний шлюб Сронцан Гампо з принцесою Танського імператорського двору Веньчен.
Правителі китайської династії Юань у ХІІІ ст. тимчасово встановили контроль над Тибетом, ввівши в ньому свою владу і управлінський режим.
Для етноконсолідації тибетців велике значення мало запровадження інститутів Далай-лами і панчен-лам у 1391 році. Фактично це призвело до встановлення тибетської теократичної держави (вже 5-й Далай-лама об'єднав під своїм верховенством усі тибетські землі), владу в якій крім релігійного голови здійснював місцевий уряд (гася).

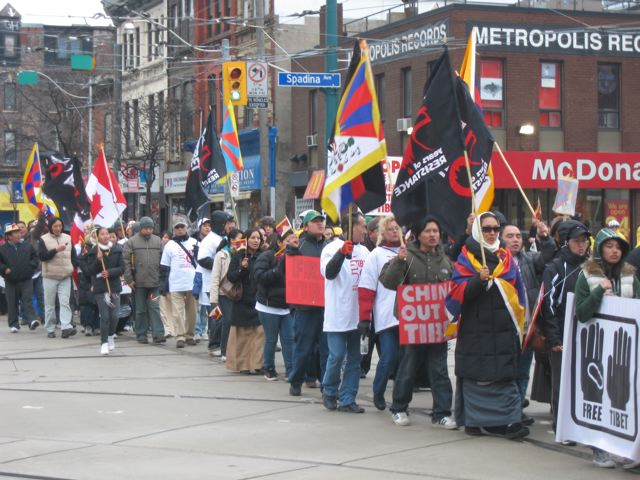
Протести тибетців

Незалежний статус тибетської держави зберігався аж до 1949 року, коли до Тибету вторглися китайські війська під приводом звільнення тибетців від теократичної влади. До 1959 року увесь Тибет остаточно ввійшов до складу Китаю. Чимало поборників тибетської незалежності, в тому числі й 14-й Далай-лама втекли за кордон, і вже на еміграції продовжили (і продовжують) активну діяльність із захисту національно-державних прав тибетців.
Нині діє «Уряд Тибету у вигнанні», який є членом Організації непредставлених націй та народів.
10 березня 2009 року розкидані по світу (переважно в Індії) тибетці-емігранти відзначали 50–ту річницю антикитайського повстання у Тибеті. Цього дня тибетці вшановують пам'ять борців за незалежність, котрі загинули від рук китайських спецслужб. Духовний лідер тибетського народу Далай–Лама XIV під час виступу в місті Дармсала на півночі Індії, де перебуває в екзилі й де діє «тибетський уряд у вигнанні», звинуватив уряд Китаю в убивстві сотень тисяч тибетців і закликав китайський уряд відновити «легітимну та значну автономію» Тибету. Саме тут, у Дармсалі, відбулися головні урочистості — учасники відспівали буддистські молитви за вбитими. Акції на підтримку тибетців по всьому світу пройшли на тлі безпрецедентного посилення заходів безпеки з боку китайської адміністрації у самому Тибеті.

## Господарство і суспільство

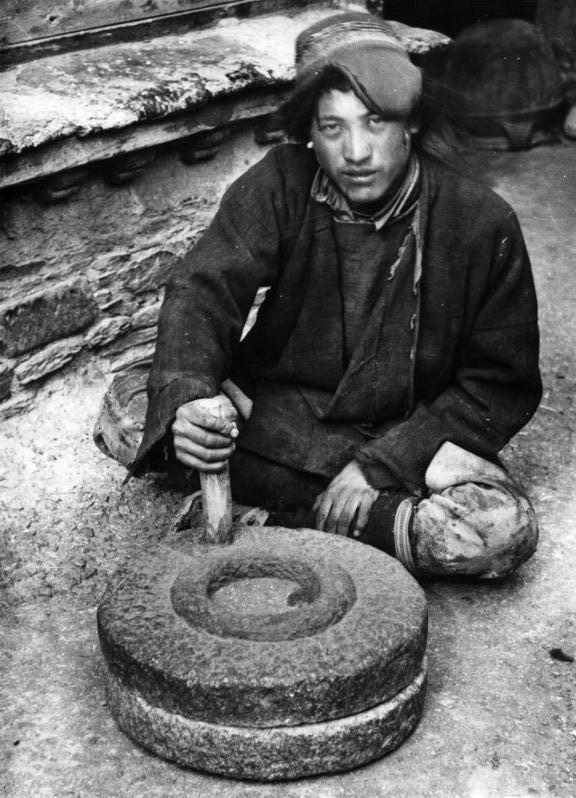
Хлібороб у традиційному капелюсі з жорном для перетирання зерна, фото 1938

За різновидом занять серед загалу тибетців виокремлюють декілька (три) господарсько-культурні типи:
- гірські осілі землероби — більша половина всіх тибетців; основними господарськими культурами є ячмінь, пшениця, подеколи рис; в умовах браку води застосовується штучне зрошування;
- напівосілі землероби-скотарі — перехідний тип, що поєднує 2 господарські діяльності;
- кочівники-скотарі — яки, коні, вівці, кози (для носіння поклаж).

Серед ремесел у тибетців розвитку набули гончарство, ткацтво, лиття з бронзи і міді, Різьбярство на камінні і на дереві та ін.
Як і повсюдно в сучасному Китаї, тибетці активно задіяні в промисловості, в тому числі і дрібній приватній.
До сер. ХХ ст. тибетське суспільство лишалось практично закритим і відособленим від решти світу — устрій був напівфеодальним, зберігалось багато архаїчних рис, визначну роль у соціумі відігравала теократична верхівка; розшарування у скотарів було виражене слабко.
Тибетська родина традиційно мала́, шлюб переважно патрилокальний. У тибетців відомі випадки поліандрії та полігінії.

## Матеріальна і духовна культура

### Матеріальна культура

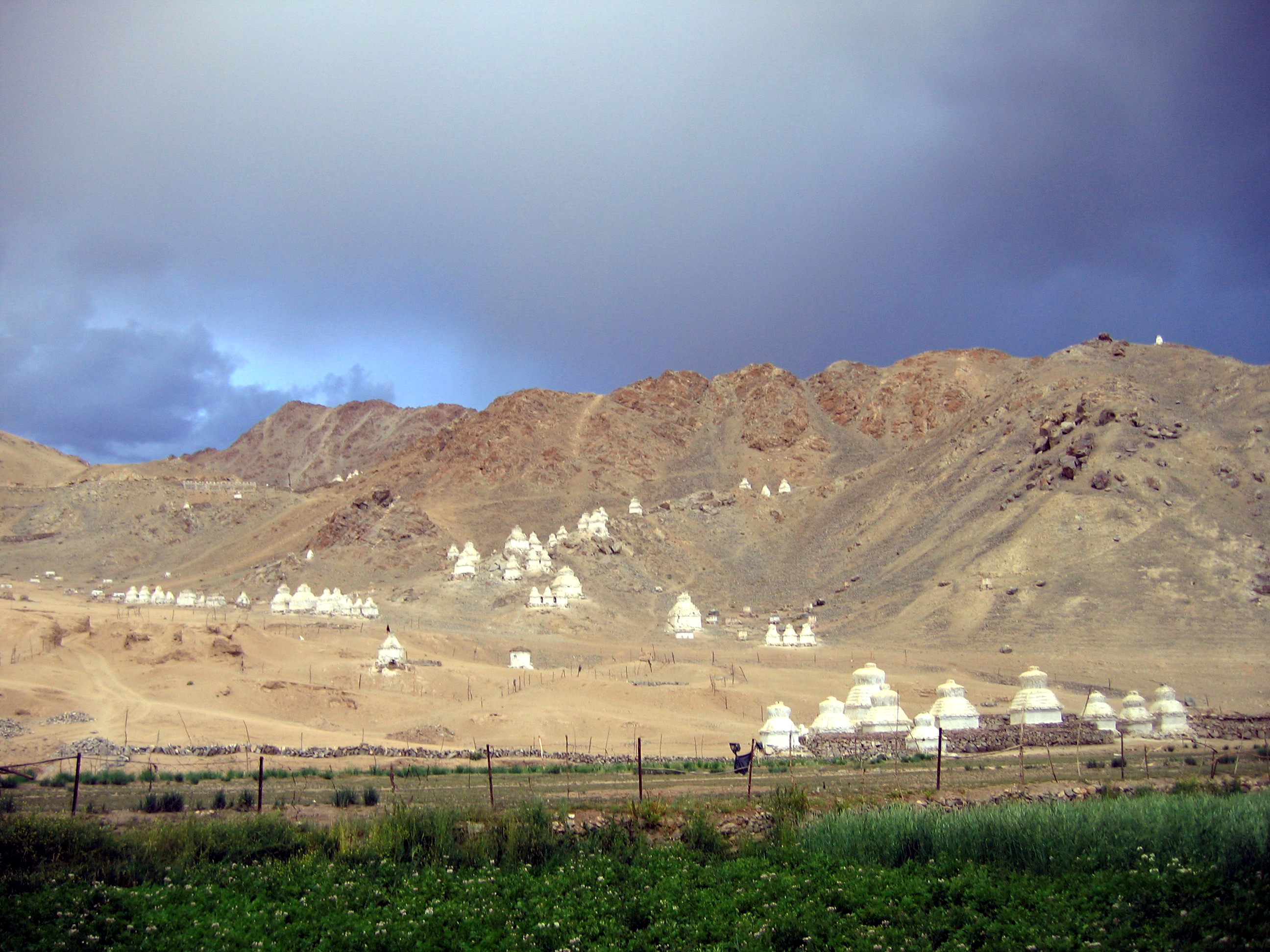
Традиційний пейзаж зі ступами

У тибетців поширені як сільські поселення, так і значною є міська мережа (зазвичай міста вуличного планування групувалися навколо храмових комплексів). Тибетці мають давні архітектурні традиції — як світського (в тому числі і палацового), так і культового будування, найбільший вплив на яке справили буддизм, індійська та китайська архітектура.
Традиційною у культовому будівництві була ступа (чьортен) та її варіації, що помітні у палацовому будівництві. Храми тибетців зазвичай піднесені. В традиційному декорі тибетських будівель виділяються буддистські і китайські мотиви, орнаменти (буддистське коло, дракони тощо).

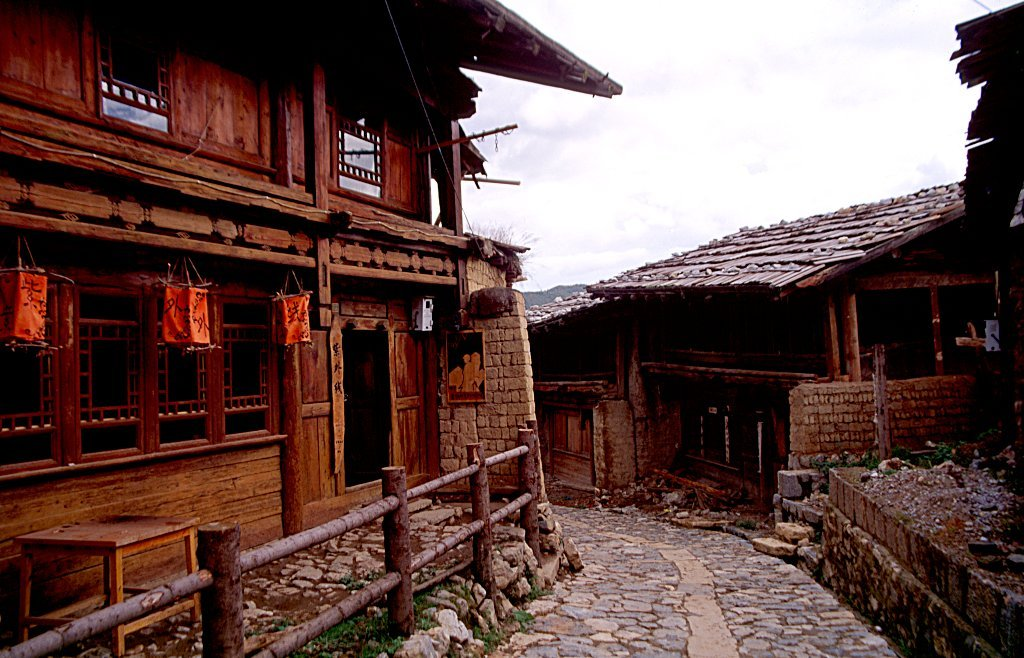
Традиційні вулиця і будинки у м. Шангрі-Ла, пров. Юньнань

Чітке уявлення про тибетську міську архітектуру тибетців дає зовнішній вигляд столиці тибетців міста Лхаси, і зокрема, один з найяскравіших її архітектурних комплексів — палацовий комплекс Потала, колишня резиденція Далай-лам, що має поважні розміри — 117 м заввишки і 360 м завширшки, складається з зовнішнього Білого палацу (адміністративні корпуси) і внутрішнього Червного палацу (культова і житлова частина), з понад 10.000 храмів і ступ та містить величезну колекцію буддистських скульптур і малювань, обсяжну бібліотеку книжок і сувоєв.
Традиційні житла осідлих тибетців — доволі великі кам'яниці або дерев'яні будівлі з використанням каменю, де нижній поверх віддано під майстерню, торговельну лавку (в містах) або призначений для худоби (на селі), а верхній є жилим.
Напівкочові тибетці (у високогір'ї) живуть у поселеннях вуличного планування, що складаються з невеликого розміру, здебільшого одноповерхових, кам'яниць.
Тибетські кочівники-скотарі задля перепочинку, а нерідко і постійно напинають вовняні намети.

Костюм скотаря, через плече перекинута переносна ступа для молінь, Музей природознавства, Чикаго, США

Традиційний чоловічий і жіночий одяг тибетців — чуба, довгий халат з високим воротом і довгими рукавами, влітку з тканини, взимку — з овечої шкури. Взуття — шкіряні чоботи з загостреним носом. В тибетців різноманітні головні убори, серед яких превалюють смушеві і підбиті хутром шапки, повсякденною зачіскою жінок (а нерідко і чоловіків) були косиці.
Основу усталеного раціону тибетців складала цзамба — підсмажене ячмінне борошно, змішане з чаєм, маслом і сіллю, у скотарів переважала м'ясо-молочна дієта. Популярними були вироби з борошна — локшина і різновид пельменів (момо, момо-ча).
Почесним почастунком у тибетців є витриманий кисляк; інший національний алкогольний напій — ячмінне пиво.
У тибетців розвинулось своєрідне образотворче мистецтво, тісно пов'язане з буддистською традицією, звідки, здебільшого, черпає сюжетику.

### Народна медицина
Всесвітню славу, вже у 2-й пол. XX ст., здобула тибетська народна медицина. Втім, вона є однією з найдавніших у світі. Ще у VIII ст. лікар-вчений Юток Йонтен Ґонпо (Yutok Yonten Gonpo) на основі медичних традицій Тибету, Персії, Індії та Китаю склав узагальнену книгу з лікування Чотири Тантри Лікування, доповнення і популяризацію якої здійснили послідовники вчителя.
Традиційна медицина тибетців є переважно фітотерапевтичною — застосовує понад 2 тис. видів рослин; також використовує ін. природні засоби — бл. 40 видів тварин і бл. 50 мінералів.

### Фольклор, народні традиції та свята

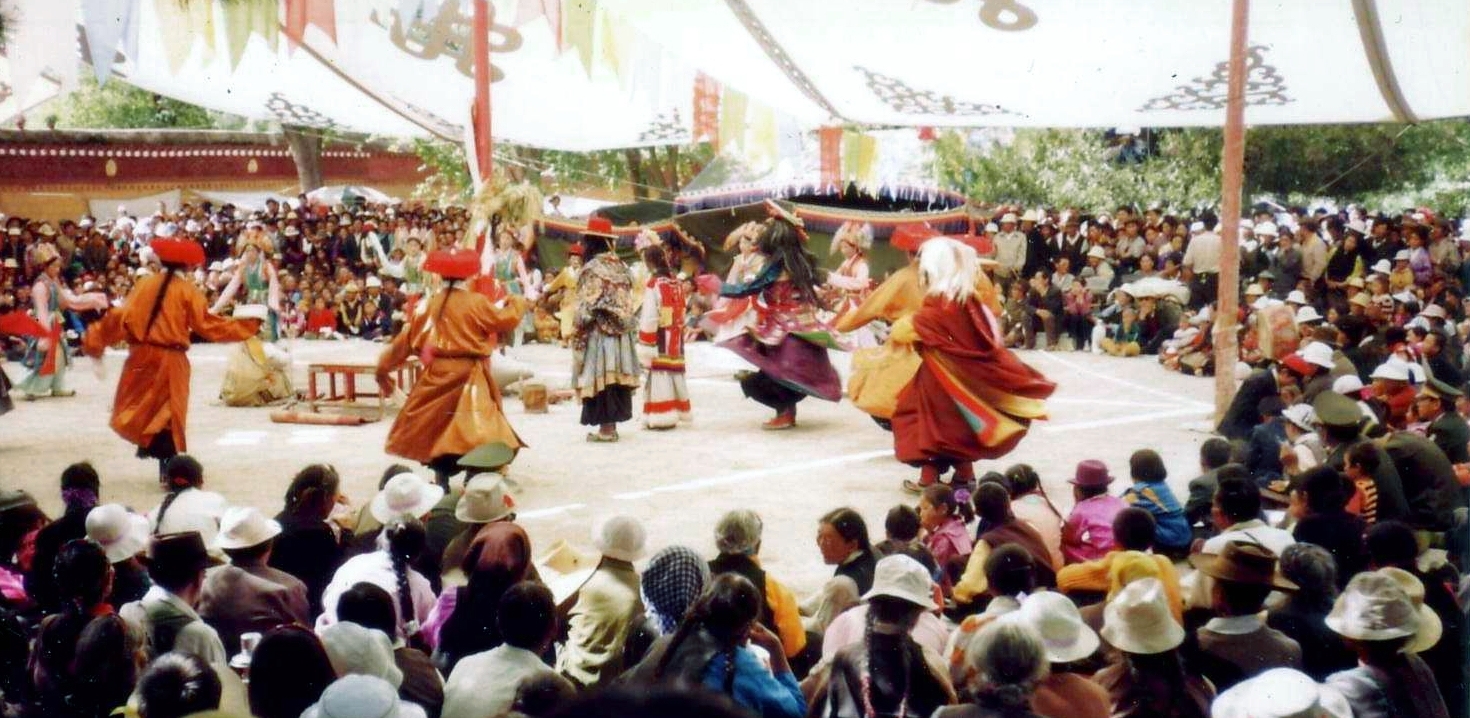
Танці під час Фестивалю Шодун, парк Норбулінґка, Лхаса, 1993

Усна народна творчість тибетців представлена міфами, епосом (всесвітньо знана Гесеріада на тибетський лад), легендами, казками (казкові рамкові повісті, чарівні легенди, перекази, байки, побутові історії, в тому числі про жартівника дядечка Денба́), прислів'ями та приказками, танцями, що супроводжуються піснями під акомпанемент музичних інструментів — смичкових, сопілок, дзвоників і бубнів, театралізованими виставами (тибетська народна опера Аче Лгамо).

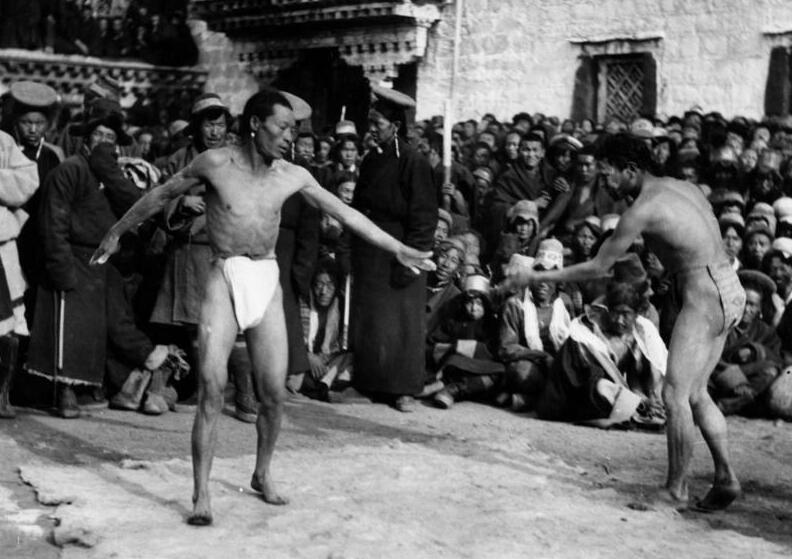
Тибетські борці, 1938

У тибетців зберігається безліч цікавих традицій, звичаїв і обрядів. Літочислення ведеться за власним місячним календарем. За ним же визначаються точні дати проведення численних традиційних тибетських свят, найбільше значення серед яких мають свята Нового року (Лосар, Ло Ґсар), Свята ліхтарів, Свята кисляку (Шодун, Шотон), Свята купання, Свята врожаю тощо.
Свято Нового року Лосар / Ло Ґсар супроводжується релігійними танцями лам, театральними постановками і народними гуляннями.
«Свято кисляку» Шодун / Шотон, присвячене Будді, являє собою міське свято у центральному парку Лхаси — Норбулінґка (Norbulingka) з традиційними народним гулянням, виставами на відкритому просторі, частуванням і нічними вогнями.
Під час різноманітних свят тибетці практикують змагання з національних видів спорту — кінські і на яках перегони, стріляння з луків, традиційну боротьбу навкулачки тощо.

## Цікаві факти, пов'язані з тибетцями
- Під час весняного Свята ліхтарів уся столиця місто Лхаса прикрашається ліхтарями, а просто на вулицях виставляються ліпні картини з підфарбованого вершкового масла.
- Кожний тибетець бере участь у Святі купання (приймає купель) тричі: при народженні, під час весілля і після смерті. Традиційно вважалося, що людям не варто повністю митися, лише з нагоди важливих подій.
- Зворушлива історія дружби і навчання австрійського альпініста Гайнріха Гаррера (Heinrich Harrer) і 14-го Далай-лами (коли він був ще дитиною) в період між 1944 і 1951 роками (аж до вторгнення китайських військовиків) знайшла відображення в автобіографічній книзі Гаррера, і лягла в основу сюжету голлівудської кінострічки «Сім років у Тибеті».
- Слово «як» походить з тибетської мови (གཡག་ — gyag), де використовується для означення самців цих тварин (самка ж яка тибетською буде dri або nak).

### Тибетці і гіпоксія
Тибетці належать до бірмано-тибетської народності, імовірно відділилися від північно-західних азіатів близько 5-3 тис. років тому (а можливо, ще в палеоліті). Як з'ясувалося, освоїти високогір'я тибетцям допомогли гени древніх денисівських людей.
Ген EPAS1 — транскрипційний фактор, який включається при нестачі кисню. Він регулює тиск у судинах, розвиток і роботу серцевого м'яза. У тибетців, як з'ясувалося, працюють специфічні алелі цього гена, які, крім усього, збільшують кількість гемоглобіну в крові. Це — адаптація до високогірних умов зі зниженою кількістю кисню. Такі специфічні «тибетські» алелі надзвичайно рідкісні: з усієї світової бази даних по геномах різних народів вони зустрілися тільки у двох представників Китайських народностей. Але найцікавіше, що ці ж «тибетські» алелі знайдені в викопному зразку денисівської людини. Значить, тибетці зберегли спадщину денисівських людей, що дісталася їм від потомства від змішаних пар. Генетики обговорюють цю знахідку на сторінках журналу «Nature».

## Виноски
1. ↑  Підлуцька Дарина Олія з водою не змішується. Тибетці не хочуть бути частиною Китаю // «Україна Молода» № 044 за 11 березня 2009 року
2. ↑  Наймарк Е. Тибетцы унаследовали от денисовских людей ген, спасающий от гипоксии
3. ↑  Huerta-Sánchez, Emilia; Jin, Xin; Asan; Bianba, Zhuoma; Peter, Benjamin M.; Vinckenbosch, Nicolas; Liang, Yu; Yi, Xin; He, Mingze; Somel, Mehmet (2014-08). Altitude adaptation in Tibetans caused by introgression of Denisovan-like DNA. Nature (англ.). 512 (7513): 194—197. doi:10.1038/nature13408. ISSN 0028-0836. PMC 4134395. PMID 25043035. Процитовано 12 січня 2025.{{cite journal}}:  Обслуговування CS1: Сторінки з PMC з іншим форматом (посилання)